# AME VI
Los AME VI fueron unos aviones de reconocimiento militar producidos en España en la década de 1920.

## Diseño y desarrollo
El Piloto Militar y Capitán de Ingenieros Manuel Bada Vasallo, en colaboración Arturo González Gil, diseñó este aparato, partiendo del Bristol F-2b, que servía desde 1921 en algunas Escuadrillas de la Aeronáutica Militar Española (de ahí las siglas del avión A.M.E).
Los dos primeros prototipos de construyeron en los Talleres de Cuatro Vientos en 1924. El AME VI estaba equipado con un motor Hispano Suiza 8Fb, de 300 hp. A diferencia del F-2b del que derivaba, el radiador se sustituyó por dos Lamblin, situados entre el tren de aterrizaje. Cabe destacar la buena aerodinámica del carenado del motor, muy avanzada para la época y las superficies de cola, de diseño muy característico.
Solo se construyeron 20 ejemplares entre 1925 y 1926, encuadrándose en este último año en el Grupo N.º 4 de Melilla, junto a los Bristol F-2b.
En febrero de 1927, los AME VI equiparon la Escuela de Observadores de Cuatro Vientos, donde sirvieron hasta su baja definitiva en 1931.

## Operadores
España
- Aeronáutica Militar

 España
- Aeronáutica Militar

## Especificaciones

### Características generales
- Tripulación: 2
- Longitud: 7,8 m
- Envergadura: 11,9 m
- Altura: 3,6 m
- Peso vacío: 870 kg
- Peso máximo al despegue: 1250 kg
- Planta motriz: 1× motor lineal V-8 refrigerado por agua Hispano-Suiza 8Fb.
  - Potencia: 224 kW (300 hp)

### Rendimiento
- Velocidad nunca excedida (Vne): 190 km/h
- Alcance: 500 km
- Techo de vuelo: 6100 m (20 000 pies)

### Armamento
- Ametralladoras: 

  - 1 de tiro dorsal
- Bombas: Ligeras

### Desarrollos relacionados
- Bristol F.2 Fighter

### Aeronaves similares
- Loring R-I